# Textilspannrahmen

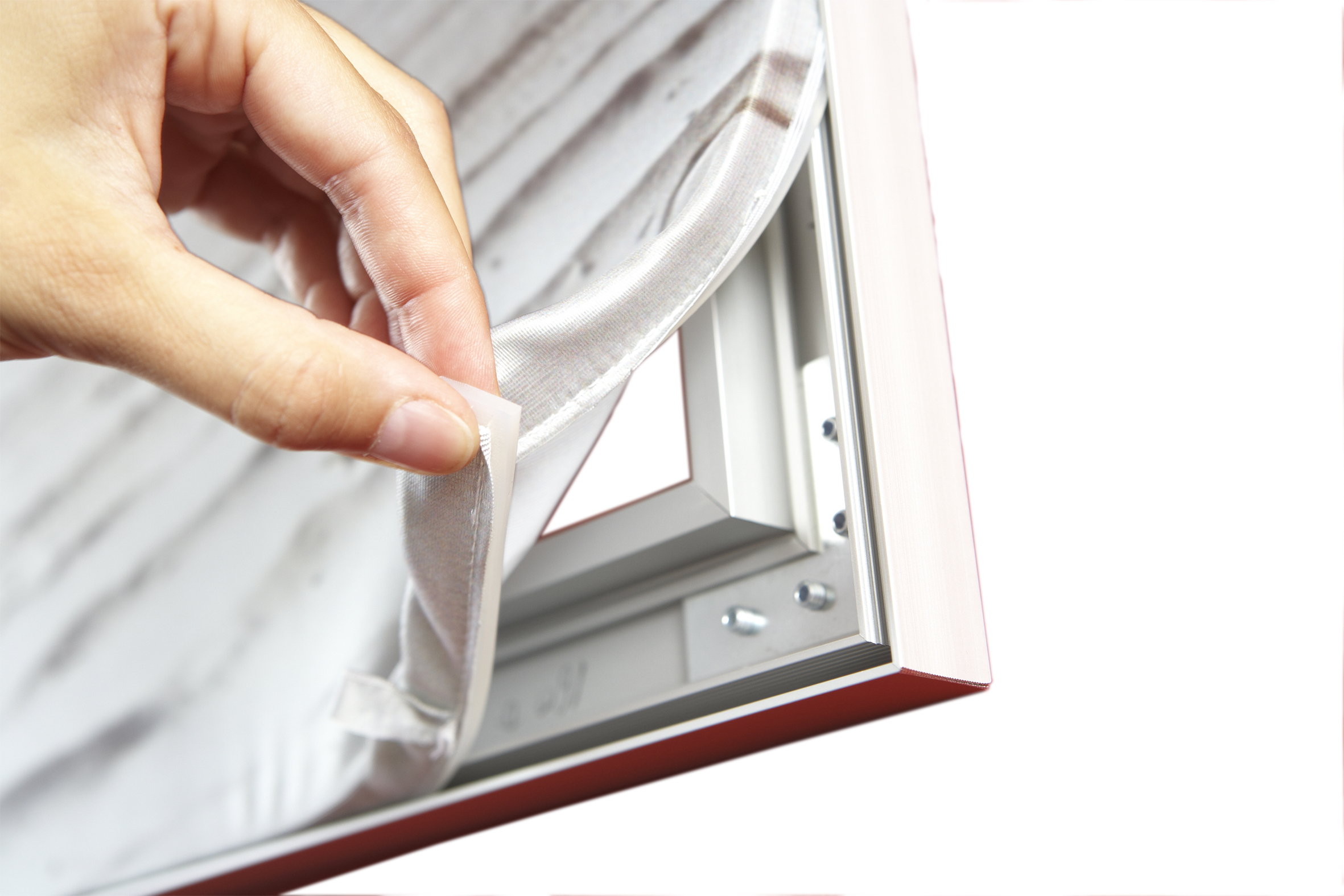
Einfaches Einspannen des Stoffes in Textilspannrahmen

Textilspannrahmen sind spezielle Rahmen, in die Textilien eingespannt werden. 
Im Gegensatz zu den herkömmlichen Rahmen müssen die Stoffe hier nicht mittels Klammern befestigt werden, sondern können eingespannt werden, so dass die Stoffe nicht beschädigt werden und ein schneller Austausch unterschiedlicher Textilien erfolgen kann. Die Textilspannrahmen bestehen aus Aluminium, um das Gewicht so gering wie möglich zu halten und die Befestigung zu erleichtern.

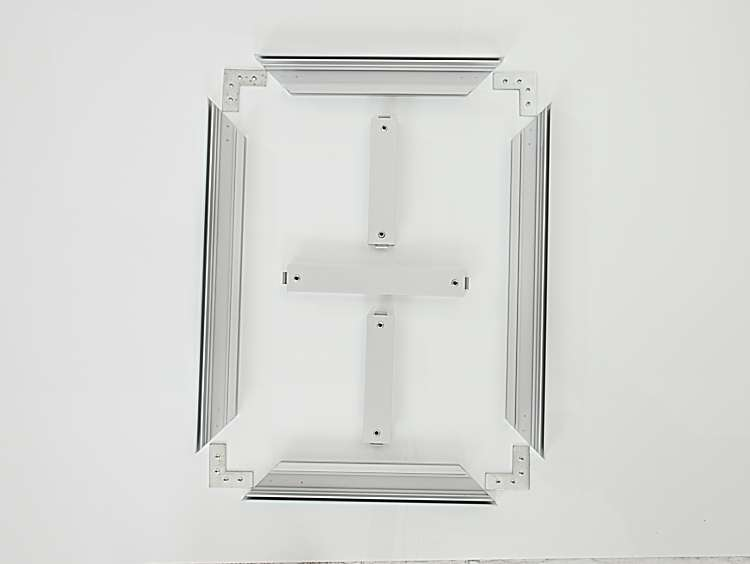
„Gerüst“ des Textilspannsrahmens

## Funktionsweise
Man kann einen Stoff in den Textilspannrahmen einspannen, ohne Klammern oder Ähnliches verwenden zu müssen. Die Führung, Klemmung und Spannung der durchlaufenden Stoffbahn wird dabei meist durch Kluppen- oder Nadelketten erreicht. Moderne Textilspannrahmen verfügen über eine Gummilippe, die dafür sorgt, dass die Textilie weder beschädigt wird noch verrutschen kann. Dazu ist  kein Spezialwerkzeug notwendig. 

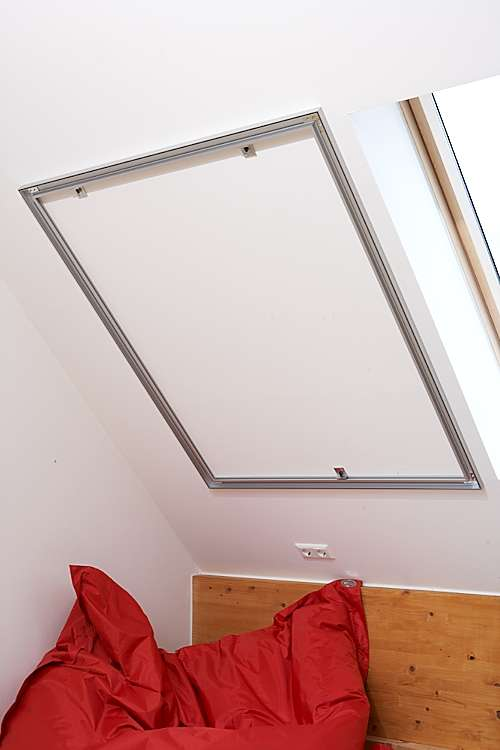
Wandbefestigung eines Textilspannrahmens

Textilspannrahmen sind sowohl mit sichtbarem Rahmen als auch rahmenlos erhältlich. Um den Stoff faltenfrei spannen zu können, wird zunächst der Rahmen oder die Befestigung an der Wand befestigt. Im Anschluss führt man den Gummikeder, der am Rand der Textilie angenäht wurde, in die dafür vorgesehene Nut ein. 

## Anwendungsmöglichkeiten
Da Textilspannrahmen zu den mobilen Präsentationssystemen zählen, werden sie häufig auf Messen eingesetzt. Je nach gewähltem Stoff können  durch zusätzliche Beleuchtung (zum Teil im Rahmen integriert) bestimmte Effekte erzielt werden. Textilspannrahmen können sowohl als Point of Sale-Display als auch als tatsächliche Rahmen auf Promotion- und Messeständen genutzt werden. Außerdem können sie gezielt als Raumteiler verwendet werden, da sie auch frei stehend oder hängend montiert werden können.
Da der Textilspannrahmen vielfältig eingesetzt werden kann, eignet er sich auch zum Einsatz in Geschäftsräumen und im privaten Bereich. Die Rahmen können als reine Wandbilder verwendet werden, aber auch als Raumteiler zum Einsatz kommen.

## Vorteile von Textilspannrahmen gegenüber anderen Befestigungssystemen
- Bei großformatigen Rahmen für Messen spielt der Transport eine wichtige Rolle. Die Textilspannrahmen können demontiert versandt werden, so dass die Transport- und Logistikkosten sehr niedrig gehalten werden können.
- Da der Textilspannrahmen aus Aluminium besteht, ist er sehr leicht und kann so einfach transportiert, aber auch befestigt werden. Außerdem besteht keine Gefahr, dass er sich im Laufe der Zeit verzieht.
- Die Befestigung der Halterung an der Wand lässt sich mit normalen Werkzeugen bewerkstelligen und das Einspannen der Textilien in den Rahmen lässt sich ohne Spezialwerkzeug erledigen.
- Aufgrund der leichten Handhabung können die Motive schnell und einfach ausgetauscht werden (Werbemittel).
- Aufgrund des unkomplizierten Tausches verschiedener Motive kann auf den Einsatz von PVC-Platten verzichtet werden. Die verwendeten Stoffe und Druckfarben sind außerdem frei von PVC, geruchsneutral, erfüllen die Normen der Brandschutzklasse B1 und sind somit bedeutend umweltfreundlicher.
- Da die Stoffe nicht beschädigt werden, können sie nach ihrer Verwendung ohne Beschädigungen anderweitig verwendet werden. Da die Leinwände aus knitterfreiem Stoff bestehen, können sie gefaltet versandt oder gelagert und so jederzeit wieder verwendet werden.
- Im Gegensatz zu vielen anderen Bilderrahmen ist der Textilspannrahmen sehr dezent und das Motiv steht stets im Vordergrund.